# Pegeen
Pegeen è un film muto del 1920 diretto da David Smith che ha come protagonista Bessie Love, qui al suo ultimo film girato per la Vitagraph.
La sceneggiatura si basa sull'omonimo romanzo di Eleanor Hoyt Brainerd pubblicato a New York nel 1915.

## Trama
Dopo la morte della madre, Pegeen deve badare a sé stessa perché suo padre Dan perde la ragione, alla ricerca ossessiva della moglie morta che lui crede di poter ritrovare nella luce. Così quando l'uomo incendia il villaggio, gli abitanti furiosi lo intrappolano in una capanna in fiamme. Pegeen corre dal padre morente che, vedendola, la scambia per la moglie spirando convinto di averla finalmente ritrovata. Pegeen, che rischia pure lei di perire tra le fiamme, viene salvata dall'innamorato Jimmie.

## Produzione
Il film fu prodotto dalla Vitagraph Company of America

## Distribuzione
Il copyright del film, richiesto dalla Vitagraph Co. of America, fu registrato il 20 novembre 1919 con il numero LP14461.
Distribuito dalla Vitagraph Company of America, il film uscì nelle sale cinematografiche statunitensi nel gennaio 1920. In Francia, fu distribuito il 30 settembre 1921 con il titolo Le Fou de la vallée.
Non si conoscono copie ancora esistenti della pellicola che viene considerata presumibilmente perduta.